# Upadek łańcuszkowy

Schemat upadku łańcuszkowego

Upadek łańcuszkowy – spadek na ciało niebieskie grupy meteoroidów, które przed upadkiem poruszają się w przestrzeni kosmicznej po tej samej orbicie. Miejsca spadków materii kosmicznej w upadku łańcuszkowym układają się wzdłuż łuku koła małego danego ciała niebieskiego.
Wektory prędkości wszystkich meteorytów są do siebie równoległe i raczej nie stanowią stycznych do łuku koła małego upadku łańcuszkowego. W upadku łańcuszkowym meteoryty, w odróżnieniu od deszczu meteorytowego, spadają w dużo większych odległościach od siebie (setki lub tysiące kilometrów). Termin upadku łańcuszkowego został wprowadzony do meteorytyki w 1868 roku przez A. Brezinę. Termin ten może odnosić się również do upadku na powierzchnię planety fragmentów rozerwanego jądra komety, czego przykładem jest kometa Shoemaker-Levy 9.